# Gfug

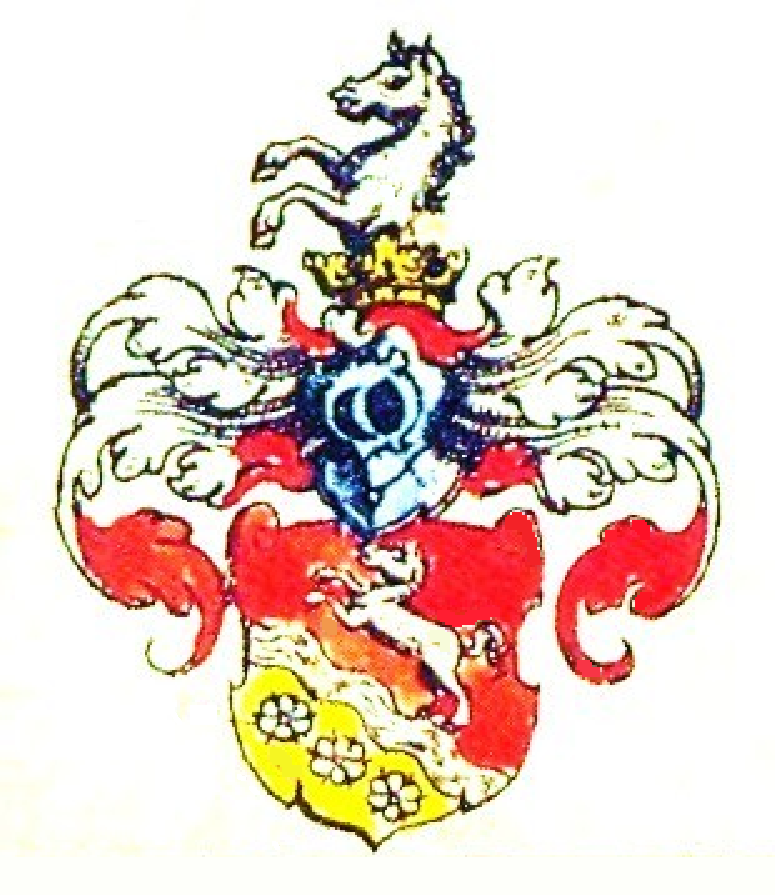
Stammwappen derer von Gfug

Gfug, historische Schreibweisen auch Gefug, Gefuge, Gefüeg oder Gfug und Föllerdorff (Foellendorf, Fellendorf, Foellerndorf, Foellersdorf), ist der Name eines schlesischen Adelsgeschlechts, das späterhin auch in Sachsen und Preußen zu einigem Ansehen gelangte. Die Familie besteht bis in die Gegenwart fort.

## Geschichte
Die Stammreihe des schlesischen Geschlechts von Gfug beginnt mit dem herzoglich liegnitzischen Kämmerer und Hofrichter Adam von Gfug, der 1437 die Vogtei Niklasdorf gegen Bienowitz vertauschte und 1438 Liebenau kaufte.
Carl Christian von Gfug und Fellendorf († 1721), Erbherr auf Manze, wurde zu Wien 2. März 1667 in den böhmischen Freiherrenstand erhoben. Am 7. April 1701 erging für denselben zu Wien auch ein böhmisches Grafendiplom. Da seine Ehe mit Gräfin Eleonora Charlotte (Carolina) von Hochberg und Fürstenstein (1676–1739) jedoch ohne leibliche Erben blieb, erlosch mit jenem auch die titulierte Linie seines Geschlechts.
Seine Witwe, die Gräfin Eleonora Charlotte von Gfug, Freifrau von Fellendorf, Frau auf Manze, Marck-Bohrau, Stein, Glofenau, Grünhartau, Dürhartau, Kaltenhäuser, Peterkau und Schönfeld, nahm Friedrich Wilhelm von Posadowsky, Freiherr von Postelwitz (1721–1781), späteren königlich preußischen Hofmarschall, als Pflegesohn an. Er war der älteste Sohn des 1743 in den Grafenstand erhobenen Karl Friedrich von Posadowsky, die väterliche Großmutter war eine Schwester des verstorbenen Grafen Carl Christian von Gfug, Freiherrn von Fellendorff, gewesen. Seine Pflegemutter und Witwe seines Großonkels hatte ihn zum Universalerben bestimmt, weshalb Friedrich Wilhelm von Posadowsky 1739 in den Besitz der im Herzogtum Brieg gelegenen gfug'schen Herrschaft Manze, bestehend aus den Gütern Manze, Bohrau, Stein, Glofenau, Grünhartau, Dürhartau, Kaltenhäuser, Peterkau, Schönfeld und Deutsch-Landen kam.
Söhne der Familie von Gfug haben sich mehrfach als Offiziere in der sächsischen und preußischen Armee hervorgetan.

## Historischer Güterbesitz
Der Güterbesitz des Geschlechts befand sich Ledebur zufolge im Wesentlichen in Schlesien.
- Bohrau und Schönfeld im Kreis Strehlen
- Diersdorf, Glofenau, Dürr- und Grün Hartenau, Kaltenhäuser, Kosemitz, Manze, Neudorf, Stein und Strachau im Kreis Nimptsch
- Groß Jenkwitz im Kreis Brieg
- Kunzendorf im Kreis Steinau
- Liebenau im Kreis Liegnitz
- Roschkowitz im Kreis Kreuzburg
- Strebitzkow, Tschunkawe, Tworsimirke, Wangersinawe und Ober Woidnikowe im Kreis Militsch
- Groß und Klein Wangern im Kreis Wohlau

## Wappen

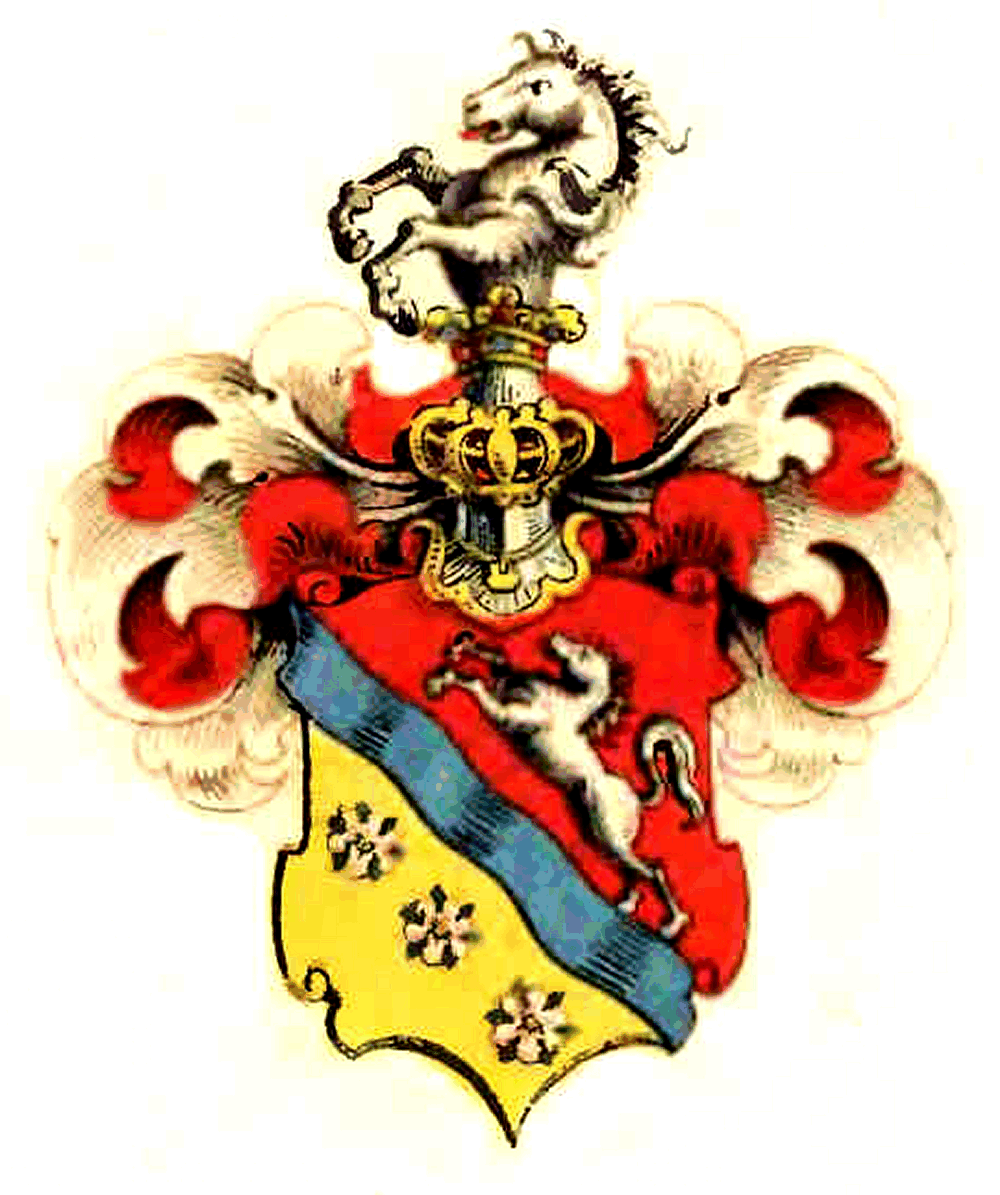
Stammwappen derer von Gfug (Variante)
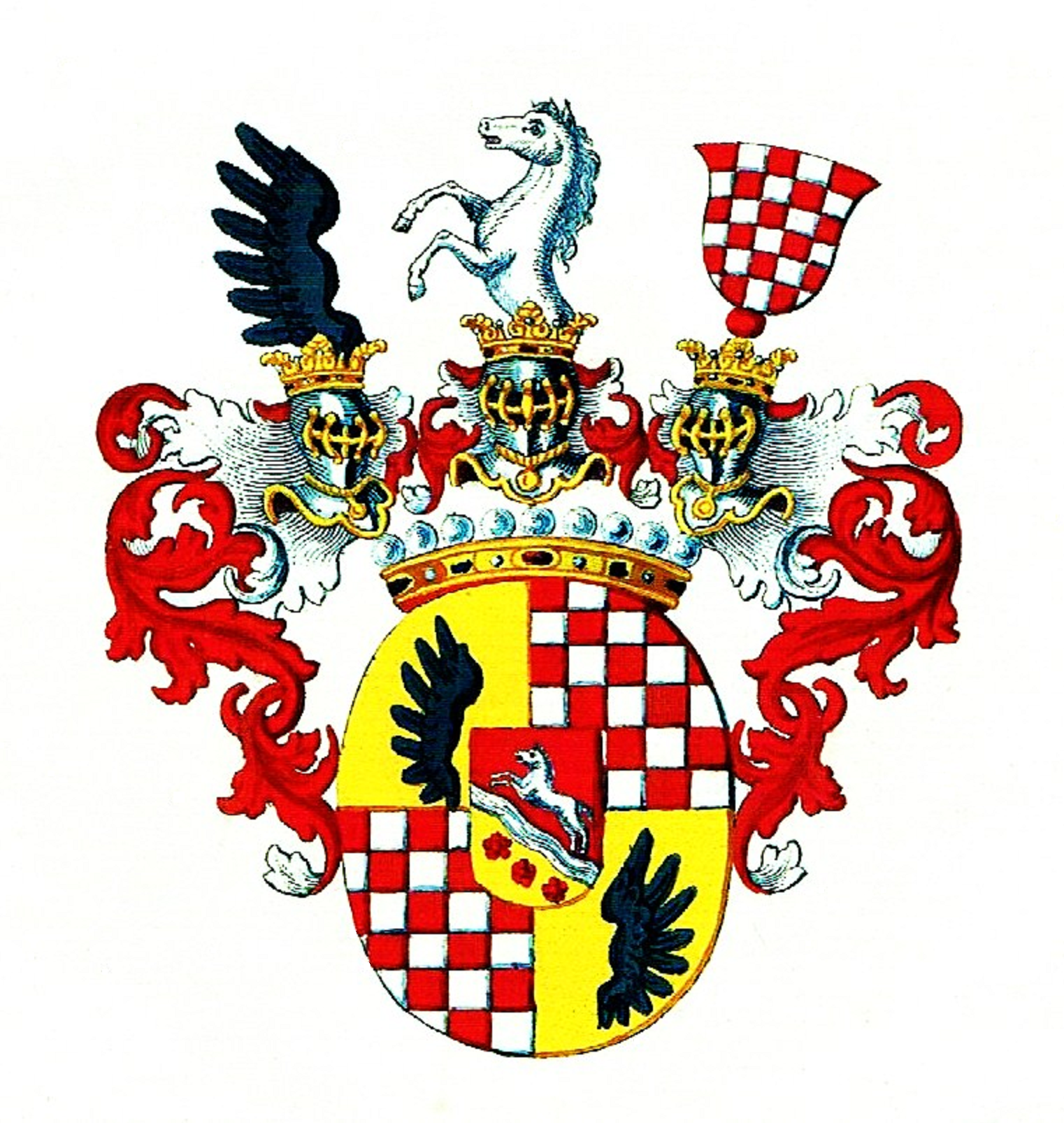
Gräfliches Wappen derer von Gfug

Das Stammwappen zeigt einen durch einen silbernen (gelegentlich blau dargestellten) Strom schrägrechts geteilten Schild, oben in Rot ein laufendes („gefügiges“) silbernes Ross, unten in Gold drei rote (gelegentlich silberne) Rosen.
Das zum böhmischen Grafenstand von 1701 gehörige Wappen ist ein gevierter Hauptschild mit Herzschild, darin das Stammwappen. Die Felder des Hauptschilds sind habsburgische Gnadenzeichen: Feld 1 und 4: in Gold ein schwarzer Adlerflügel, steht für den alten schlesischen Adler (gemindert); Feld 2 und 3: rot-silbernes Schach, steht für das Wappen der alten Herzoge von Liegnitz. Auf dem (mit einer Grafenkrone bedeckten) Schild drei gekrönte Bügelhelme mit rot-silbernen Decken: auf dem rechten der Adlerflügel wie im Schild, auf dem mittleren das wachsende Ross des Stammwappenhelms, auf dem linken das geschachte Schirmbrett der Herzoge von Liegnitz.
Der gfug'sche Stammwappenhelm mit dem wachsenden silbernen Ross als Helmzier fand auf Grund des Erbanfalls von 1739 der umfangreichen gfug'schen Herrschaft Manze an die von Posadowsky auch Eingang in das gräflich Posadowsky'sche Wappen, das 1784 letztmals eine königlich preußische Erweiterung fand, nämlich anlässlich der Namen- und Wappenvereinigung mit denen der erloschenen von Wehner, wo der Helm den vierten Platz im Oberwappen erhielt.

## Angehörige
- Karl Heinrich von Gfug († nach 1730), sächsischer Generalmajor
- Georg Friedrich von Gfug († 24. April 1746)[13] 1715 königlich polnisch-kursächsischer Oberst der Kavallerie, 1724 Generalmajor, 1733 Generalleutnant, 1741 General der Kavallerie[14]
- Johann Ludwig von Gfug († nach 1832), 29. Oktober 1794 Ritter des Ordens Pour le Mérite für persönlichen Einsatz in der Schlacht bei Kaiserslautern beim Infanterie-Regiment Vietinghoff z. F. (No. 38), 1806 Major beim Dritten Musketier Bataillon des Infanterie-Regiments Schimonsky (No. 40), 1810 Abschied, dann Postmeister in Braunsberg